# チャド・ビリングズリー
チャド・ライアン・ビリングズリー（Chad Ryan Billingsley、1984年7月29日 - ）は、アメリカ合衆国・オハイオ州ディファイアンス出身のプロ野球選手(投手)。右投右打。現在はフリーエージェント。

## 経歴

### プロ入り前
ビリングズリーは2002年にシェルブルックで行われたIBAF世界ジュニア選手権で3試合に投げ3勝0敗・防御率2.45という成績でアメリカ代表の銅メダル獲得に貢献、デファイアンス高校時代の2003年には11試合で6勝1敗、防御率1.49で113奪三振という成績を残す。また56回を投げ四球は16個だった。

### ドジャース時代
2003年のMLBドラフトでロサンゼルス・ドジャースから1巡目（全体24番目）指名を受け、137万5000ドルで契約。ドラフト指名後、ルーキーリーグのオグデン・ラプターズで投げ5勝4敗・防御率2.83の成績でプロ1年目を終えた。
2004年はA級ベロビーチ・ドジャースに昇格し7勝4敗、防御率2.35。
2005年はAA級ジャクソンビル・サンズで13勝6敗・防御率3.51だった。
2006年シーズン開幕前にベースボール・アメリカ誌は、ビリングズリーをドジャースの最高若手有望株と評価した。同年、AAA級ラスベガス・フィフティワンズで開幕を迎え、6月15日、ペトコ・パークでのサンディエゴ・パドレス戦でメジャーリーグデビュー。5.2回を投げ6安打、3奪三振、2失点という内容だった。またこの試合では初めての打数で2点タイムリー安打を放ち（初打席は死球）、自らの負けを消した。結局この試合はドジャースが7対3で勝利したがビリングズリーには勝利は付かなかった。この年は18試合（うち16先発）に登板して7勝を挙げた。
2007年の開幕時はブルペンで迎えることとなった。しかしジェイソン・シュミットが故障者リスト入りしたため、6月21日からは再び先発に回ることとなり、規定投球回未満ながら12勝を挙げた。
2008年は開幕から先発ローテーションを任され、7月30日のサンフランシスコ・ジャイアンツ戦では5安打、8奪三振、1四球という内容で自身初の完封勝ちを記録した。この年は200.2回を投げ16勝10敗、リーグ5位となる201奪三振、防御率3.14を記録した。9月6日にはアリゾナ・ダイヤモンドバックスのブランドン・ウェブと投げあい、ビリングズリーは14勝目を挙げ、この勝利でドジャースは地区首位に浮上しそのまま地区優勝を果たした。ポストシーズンでは3試合に先発し、初先発となったシカゴ・カブスとのディビジョンシリーズ第2戦では、6.2回を1失点に抑え勝利。しかし残る2試合ではフィラデルフィア・フィリーズとのリーグチャンピオンシップシリーズの第2戦で2.1回を投げ8失点（自責7）で敗戦投手となり、第5戦でも2.2回を3失点と活躍を見せることが出来なかった。
シーズンオフの2008年11月21日にレディングの自宅郊外で氷の上で転倒し腓骨を骨折した 。しかし、春季キャンプ開始までに回復し大事には至らなかった。
2009年は開幕から5連勝を記録し、オールスターに初めて選出された。しかし、閉幕にかけて5連敗でシーズンを終え、プレーオフでは先発から外れ、リリーフとして起用された。
2010年は31試合を投げ、前年と同じ12勝11敗でシーズンを終えた。
2011年のスプリングトレーニング期間内に総額3500万ドルの3年契約を結んだ。6月5日のシンシナティ・レッズ戦で自身初の本塁打をトラビス・ウッドから放った。
2012年7月7日のダイヤモンドバックス戦で通算1000奪三振を記録。9月5日に肘関節の尺側側副靱帯損傷のため残りのシーズンを休養に回した。本来トミー・ジョン手術で治療する怪我だったがビリングズリーはPRP療法を選択し、手術を回避した。
2013年のスプリングトレーニングでは右肘の違和感なく過ごしていたが、4月19日に右肘の圧迫感・痛みを訴え、4月20日にMRI検査で靭帯の損傷が明らかになり、翌日故障者リスト入りした。4月24日にトミー・ジョン手術を受け、2013年の残りシーズン全てをリハビリに費やすことになった。
2014年は、プレーする事は無かった。オフに契約オプションを破棄され、10月30日にFAとなった。

### フィリーズ時代
2015年1月29日にフィリーズと1年150万ドルで契約を結んだ。フィリーズでは2年ぶりにメジャーのマウンドに登り、7試合に先発登板した。しかし、防御率5.84・2勝3敗・WHIP1.65という成績に終わり、往年の実力を取り戻す事は出来なかった。同年11月2日にFAとなった。

## 詳細情報

### 年度別投手成績
| 年 度    | 球 団    | 登 板 | 先 発 | 完 投 | 完 封 | 無 四 球 | 勝 利 | 敗 戦 | セ 丨 ブ | ホ 丨 ル ド | 勝 率 | 打 者 | 投 球 回 | 被 安 打 | 被 本 塁 打 | 与 四 球 | 敬 遠 | 与 死 球 | 奪 三 振 | 暴 投 | ボ 丨 ク | 失 点 | 自 責 点 | 防 御 率 | W H I P |
| -------- | -------- | ----- | ----- | ----- | ----- | -------- | ----- | ----- | -------- | ----------- | ----- | ----- | -------- | -------- | ----------- | -------- | ----- | -------- | -------- | ----- | -------- | ----- | -------- | -------- | ------- |
| 2006     | LAD      | 18    | 16    | 0     | 0     | 0        | 7     | 4     | 0        | 0           | .636  | 403   | 90.0     | 92       | 7           | 58       | 3     | 3        | 59       | 5     | 0        | 43    | 38       | 3.80     | 1.67    |
| 2007     | LAD      | 43    | 20    | 1     | 0     | 0        | 12    | 5     | 0        | 3           | .706  | 623   | 147.0    | 131      | 15          | 64       | 3     | 3        | 141      | 5     | 0        | 56    | 54       | 3.31     | 1.33    |
| 2008     | LAD      | 35    | 32    | 1     | 1     | 1        | 16    | 10    | 0        | 1           | .615  | 859   | 200.2    | 188      | 14          | 80       | 6     | 8        | 201      | 10    | 0        | 76    | 70       | 3.14     | 1.34    |
| 2009     | LAD      | 33    | 32    | 0     | 0     | 0        | 12    | 11    | 0        | 0           | .522  | 823   | 196.1    | 173      | 17          | 86       | 7     | 7        | 179      | 14    | 0        | 94    | 88       | 4.03     | 1.32    |
| 2010     | LAD      | 31    | 31    | 1     | 1     | 0        | 12    | 11    | 0        | 0           | .522  | 817   | 191.2    | 176      | 8           | 69       | 7     | 10       | 171      | 4     | 0        | 82    | 76       | 3.57     | 1.28    |
| 2011     | LAD      | 32    | 32    | 1     | 0     | 0        | 11    | 11    | 0        | 0           | .500  | 829   | 188.0    | 189      | 14          | 84       | 4     | 7        | 152      | 5     | 0        | 98    | 88       | 4.21     | 1.45    |
| 2012     | LAD      | 25    | 25    | 0     | 0     | 0        | 10    | 9     | 0        | 0           | .526  | 634   | 149.2    | 148      | 11          | 45       | 2     | 5        | 128      | 5     | 0        | 66    | 59       | 3.55     | 1.29    |
| 2013     | LAD      | 2     | 2     | 0     | 0     | 0        | 1     | 0     | 0        | 0           | 1.000 | 49    | 12.0     | 12       | 1           | 5        | 0     | 0        | 6        | 0     | 0        | 4     | 4        | 3.00     | 1.42    |
| 2015     | PHI      | 7     | 7     | 0     | 0     | 0        | 2     | 3     | 0        | 0           | .400  | 165   | 37.0     | 53       | 5           | 8        | 0     | 1        | 15       | 2     | 0        | 26    | 24       | 5.84     | 1.65    |
| MLB：9年 | MLB：9年 | 226   | 197   | 4     | 2     | 1        | 83    | 64    | 0        | 4           | .565  | 5202  | 1212.1   | 1162     | 92          | 499      | 32    | 44       | 1052     | 50    | 0        | 545   | 501      | 3.72     | 1.37    |

- 各年度の太字はリーグ最高

### 背番号
- 58 (2006年 - 2013年)
- 38 (2015年 - )